# Xã Peaine, Michigan
Xã Peaine (tiếng Anh: Peaine Township) là một xã thuộc quận Charlevoix, tiểu bang Michigan, Hoa Kỳ. Năm 2010, dân số của xã này là 292 người.